# Bertrand disparu

Bertrand disparu est un film français réalisé et produit par Patrick Mimouni en 1986.

## Synopsis
Boris, travesti occasionnel, rencontre Bertrand, un adolescent fugueur. La rencontre est brève mais mouvementée, et pleine d’enseignement pour l’un comme pour l’autre.
Bertrand disparu est la deuxième partie de L’Inattendue, même s’ils peuvent être vus d’une manière autonome.

## Fiche technique
- Genre : drame
- Lieux, époque : Paris, années 1980
- Durée : 46 minutes
- Format : 35 mm couleur - 1,66
- Scénario, adaptation et dialogues : Patrick Mimouni
- Casting : Anne Singer
- Image : Jérôme Robert, Florent Montcouquiol
- Décor : François-Renaud Labarthe
- Costumes : Patrick Mimouni
- Son : François Waledish, Henri Maïkoff, Alain Garnier
- Montage : Patrick Mimouni
- Réalisation : Patrick Mimouni
- Production exécutive : Bruno Anthony de Trigance
- Produit par Les films du Labyrinthe, avec le concours du CNC
- Visa n° 60214

## Distribution
- Nini Crépon : Boris
- Patrick Malterre : Bertrand
- Aïssa Djabri : Omar
- Éric Picou : l’ami de Boris

## Distinctions
- Prix d’interprétation masculine (à Nini Crépon) au festival du court-métrage d’Albi en 1986.
- Prix d’interprétation masculine (à Nini Crépon) au festival du court-métrage de Villeurbanne en 1986.
- Prix d’interprétation masculine (à Nini Crépon), prix de la Presse et prix de la Première œuvre au festival du court-métrage de Clermont-Ferrand en 1987.
- Prix de la Presse au festival du court-métrage de Brest en 1987.
- Prix du Public au festival du court-métrage d’Epinay en 1987.
- Prix de Qualité du CNC en 1987.